# Nymphalis teloides-brunnea
Nymphalis teloides-brunnea är en fjärilsart som beskrevs av Reuss 1911. Nymphalis teloides-brunnea ingår i släktet Nymphalis och familjen praktfjärilar. Inga underarter finns listade i Catalogue of Life.